# El Koala
Pour les articles homonymes, voir Koala (homonymie).
 (mars 2008).
Manuel Jesús Rodríguez Rodríguez alias El Koala est un chanteur et compositeur espagnol né le 15 octobre 1969 à Rincón de la Victoria, Malaga.

## Biographie

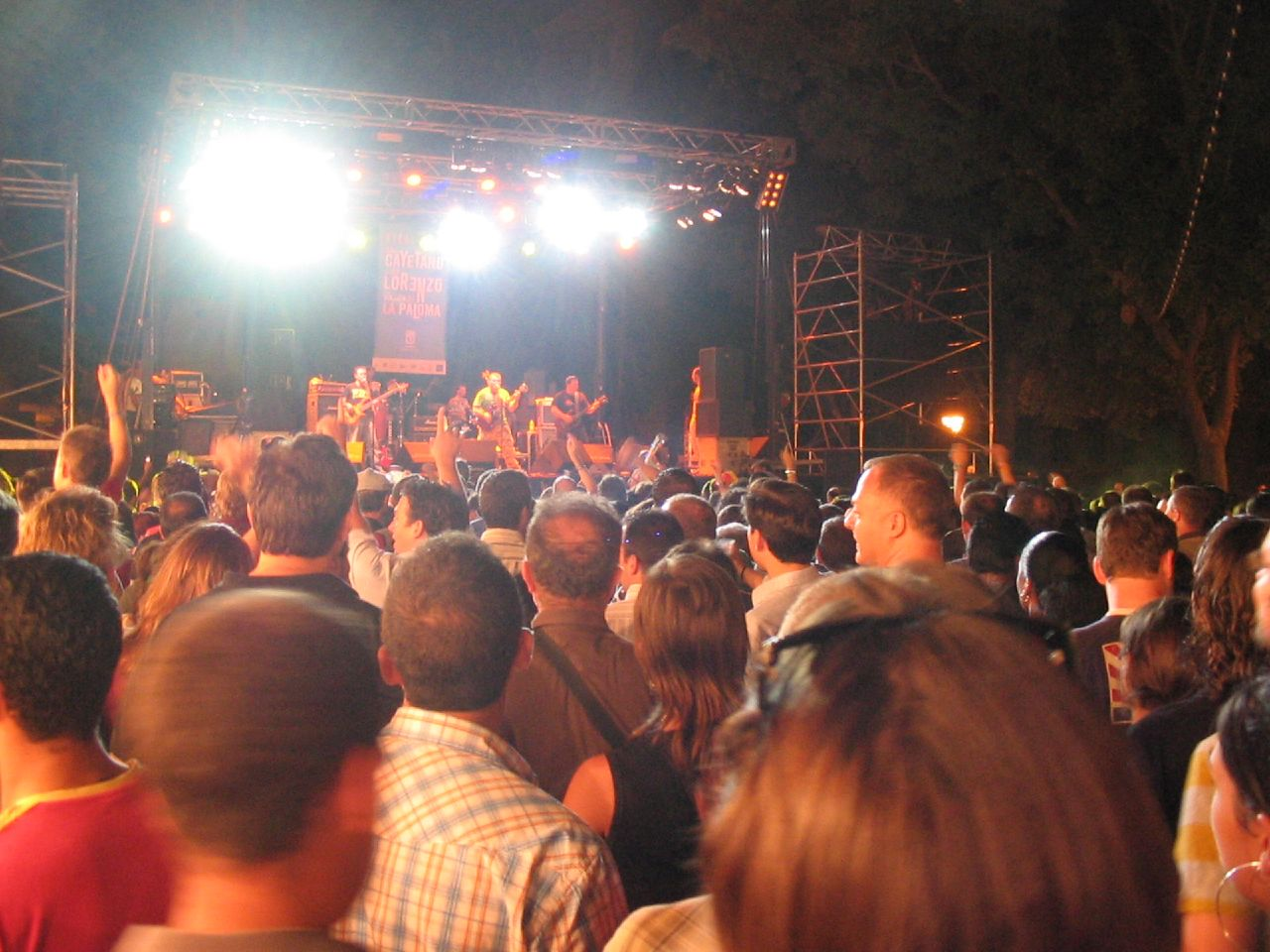
El Koala aux fêtes de la Pola à Madrid en 2006

Manuel Jesús forme, en 1986, à l'âge de 17 ans, son premier groupe, le Santos Putos de Punk Rock Rural mais, après quatre séances de répétition dans un club de Benagalbón, ils en sont expulsés pour nuisances sonores et paroles gênantes. Il enchaîne avec un groupe de rumbas, sevillanas et rock intitulé Arte y Duende. Travaillant sur les chantiers du bâtiment, il reçoit son surnom « El Koala » pour sa manière de monter sur les échafaudages.
Après la séparation du groupe en 1987, il rejoint un troisième groupe de pop rock Mínima Expresión avec lequel il termine deuxième du Muestra de Música Joven Ocón '89 organisé par la ville de Malaga. Le groupe se sépare en 1989 et il enchaine alors les projets. Il rejoint le groupe Trinidad, crée son propre groupe Los Restillos et participe au groupe Cien Años.
En 1992, il monte un autre groupe, Los Ducati avec lequel il obtient le prix Ocón '93 et le 1er prix Ocón '95 et enregistre deux disques.
En novembre 1998 il collabore au programme Zona libre sur la radio Canal Sur qui lui permet de se faire connaître dans toute l'Andalousie.
En décembre 1999 sort le disque "Ostia" ou Manuel Jesús est l'auteur de toute la musique et paroles du groupe.
En novembre 2000 se termine le projet Los Ducati et en janvier 2001 il commence son nouveau projet appelé El Koala.
En septembre 2003 il grave une maquette de 6 chansons appelée Rock Rústico. Cette même année il gagne le premier prix du festival Alhama de Granada.
En 2005, après plusieurs concerts à Axarquía (Málaga) avec beaucoup de succès il est déclaré comme l'artiste de l'été 2005.
Il sort à la vente son premier album sous le nom Rock rústico de lomo ancho.
En 2018 il participe à la 6e saison de l'émission Gran Hermano VIP en Espagne. Il atteint la finale, et y reste 99 jours.

## Discographie
- Rock rústico de lomo ancho (Fods, 2006)
- Vuelve la burra al trigo (Universal, 2007)
- El latido del campo (2011)
- Cancioncillas Nillas (Warner Music Spain, 2014)
- El baile de las papas (2017)
- "Las niñas que se peinan" (www.oceanmusic.es)
- Se acerca a la ciudad (2019) (www.oceanmusic.es)